# Mahammad Muradli
Mahammad Muradli est un joueur d'échecs azerbaïdjanais né le 1er août 2003, grand maître international depuis 2022.
Au 1er août 2022, il est le 12e joueur azerbaïdjanais avec un classement Elo de 2 552 points.

## Biographie et carrière
Maître international depuis 2018, il a remporté :
- le championnat du monde des moins de douze ans en 2015 ;
- le championnat d'Azerbaïdjan d'échecs en 2019[2] et 2022[3] ;
- l'open d'été de Paraćin en Serbie en 2021, devant Erigaisi Arjun et Meýlis Annaberdiýew[4] ;
- l'open du Festival d'échecs de Bienne en 2022[5].

Il est grand maître international depuis 2022.
En 2023, Mahammad Muradli remporte le championnat du monde junior (moins de 20 ans) d’échecs rapides organisé sur l'île de Sardaigne, en Italie.